# اسنوویل (ویرجینیا)
اسنوویل (به انگلیسی: Snowville) یک منطقهٔ مسکونی در ایالات متحده آمریکا است که در شهرستان پلاسکی، ویرجینیا واقع شده‌است. اسنوویل ۱۴۹ نفر جمعیت دارد و ۵۹۱ متر بالاتر از سطح دریا واقع شده‌است.